# Burguet
Burguet, de vegades anomenat per error el Burguet, és un poble del municipi de Senterada, al Pallars Jussà. Aturonat a la dreta del Flamisell a 1.078 m d'altitud, està situat a 1,2 km. en línia recta de Senterada.
L'accés en vehicle, però, és força més llarg, ja que la carretera local que hi mena puja fent revolts cap a Naens i, poc abans d'arribar-hi, torç al sud-est per acabar d'arribar a Burguet en poc més de 4 quilòmetres.

## Etimologia

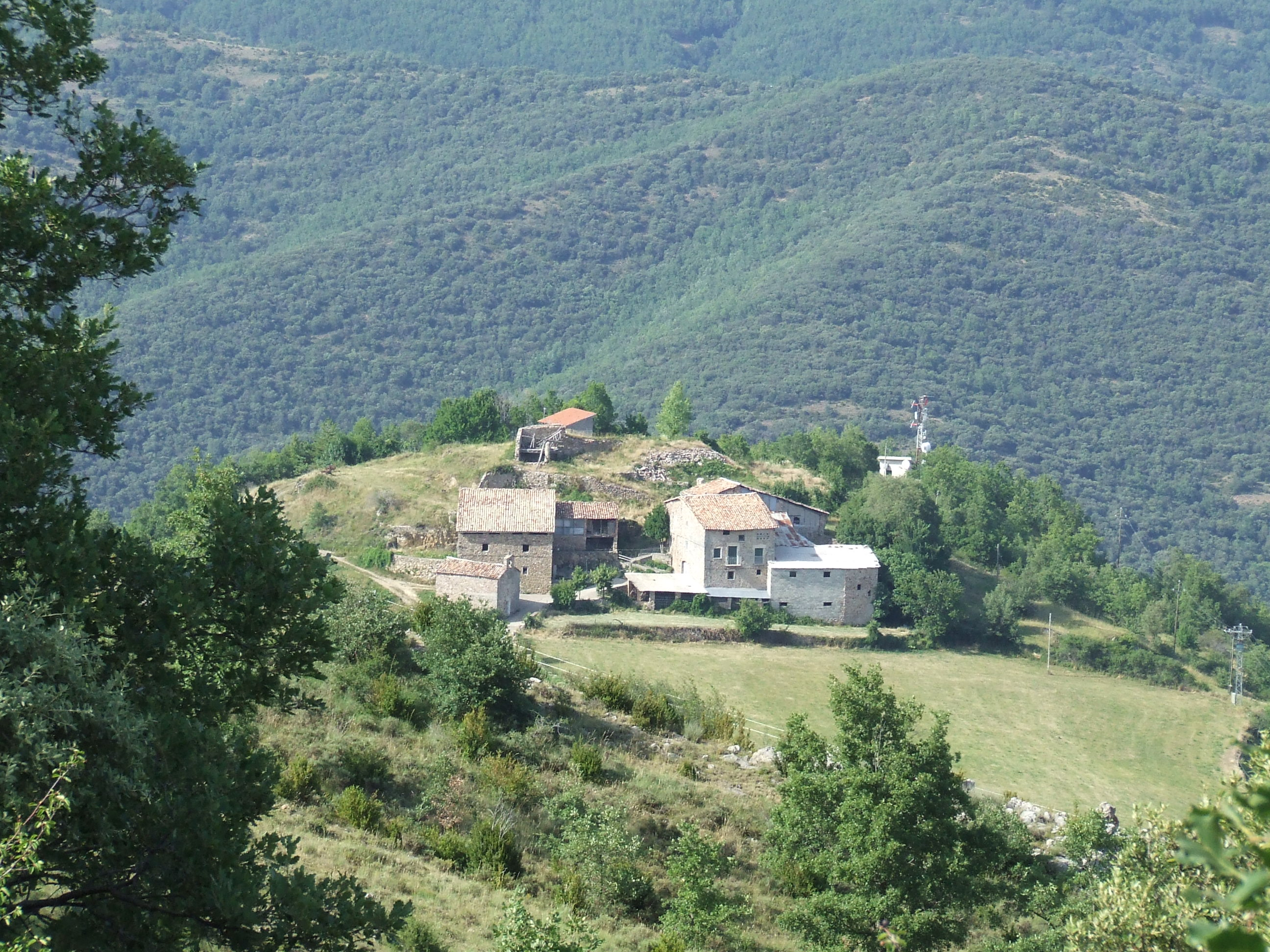
Les cases de Burguet des del camí de Cérvoles

Segons Joan Coromines, aquest topònim no ve, com de vegades hom pensa, de l'arrel germànica burg (poble), sinó de bruc en diminutiu: bruguet, on s'ha produït la metàtesi de la r, com és freqüent en català antic. Es tractaria, doncs, d'un topònim que prové del nom d'una planta, el bruc, que és molt abundosa en aquell lloc.

## Història
En època medieval, Burguet pertanyia a la Baronia d'Erill.
Burguet (anomenat Casas de Burguet) i Cérvoles constituïren ajuntament propi el 1812, a partir del desplegament de la Constitució de Cadis, però amb la nova llei municipal del 1845, el febrer del 1847 s'hagueren d'agrupar a Senterada en no assolir el nombre mínim de 30 veïns (caps de família), necessari per a mantenir ajuntament propi.
El 1831, Cases de Burguet, conjuntament amb Cérvoles consta amb 50 habitants, dins del senyoriu del Comte d'Erill.

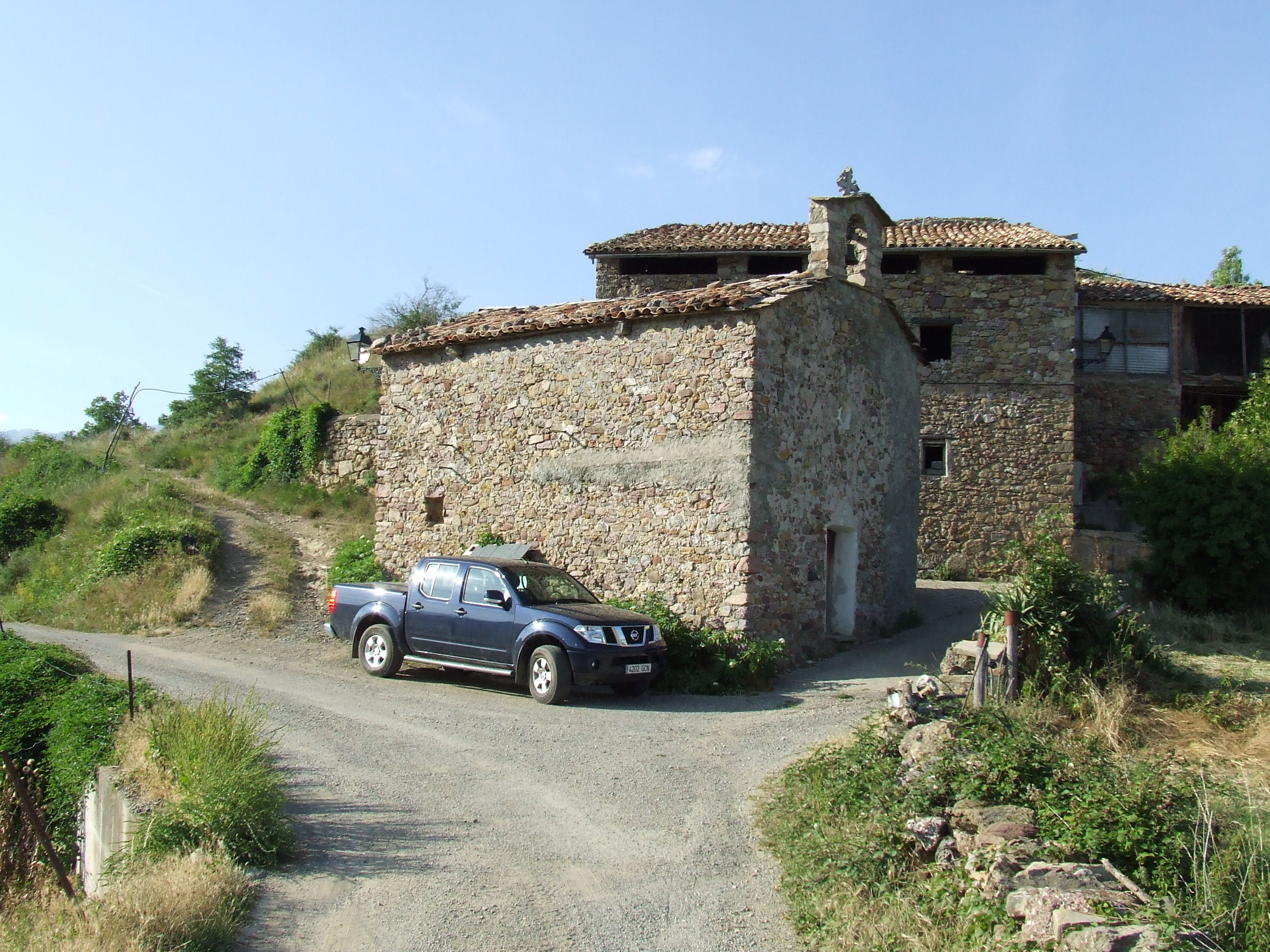
Santa Coloma de Burguet

Pascual Madoz, en el Diccionario geográfico... del 1845 parla poc específicament de Burguet, ja que a l'hora de donar dades concretes, l'agrupa amb Cérvoles. De Burguet diu, simplement, que és dalt d'un turó a mitja hora de Cérvoles, i que té 3 cases, de mala construcció que s'abasteixen de les aigües que neixen dins del seu terme.
A principis de segle xx el poble constava de quatre cases: ca de Carlos, ca de Farré, ca de Matavino i ca de Perico. En la relació de Ceferí Rocafort (op. cit.), no es parla específicament de Burguet, sinó que l'inclouen entre les 57 cases repartides en el terme.
El 1981 hi constaven 13 habitants, i el 2005 ja només n'hi havia 2.
L'església està dedicada a la patrona Santa Coloma, la festivitat de la qual és el 31 de desembre. Tota l'església sembla d'època moderna, tant per l'aparell, visible a l'exterior, com per les formes constructives. És d'una sola nau, sense absis acusat exteriorment, i campanar d'espadanya a llevant, damunt de la porta d'entrada.